# آرام‌اس لوسیتانیا
آرام‌اس لوسیتانیا ([RMS Lusitania] Error: {{Lang-xx}}: متن دارای نشانه‌گذاری ایتالیک است (راهنما)) یک کشتی اقیانوس‌پیمای بریتانیایی و به‌طور خلاصه بزرگترین کشتی مسافربری جهان در زمان خود بود. این کشتی در ۷ آوریل سال ۱۹۱۵ توسط یک یوبوت آلمانی در ۱۱ مایلی (۱۸ کیلومتری) سواحل جنوبی ایرلند غرق شد. غرق شدن آرام‌اس لوسیتانیا از عوامل اعلان جنگ ایالات متحده آمریکا به آلمان در سال ۱۹۱۷ بود.
لوسیتانیا در اثر برخورد با زیر دریایی آلمانی طی ۱۸ دقیقه غرق شد و ۱۱۹۸ مسافر از کل ۱۹۵۹ مسافر آن کشته شدند.